# Interazione spin-orbita
In chimica e fisica, in particolare in meccanica quantistica, l'interazione spin-orbita, anche detta accoppiamento spin-orbita, è il fenomeno secondo il quale lo spin di una particella risente del moto della particella stessa. L'osservazione più diffusa di tale fenomeno riguarda lo spin dell'elettrone di un atomo, che risente del campo magnetico generato dal suo stesso moto orbitale attorno al nucleo atomico: tale interazione è spiegata attraverso la composizione di momenti angolari in meccanica quantistica.
Il fenomeno può essere spiegato utilizzando la meccanica classica giustificando il momento magnetico atomico con la rotazione degli elettroni intorno al nucleo e supponendo che il momento magnetico di spin sia generato da una rotazione dell'elettrone intorno al proprio asse.
Tenendo conto del termine di Darwin e di altri effetti relativistici, l'interazione spin-orbita contribuisce alle spiegazione delle struttura fine dei livelli energetici atomici, ossia la rimozione della degenerazione di tali livelli energetici nella risonanza paramagnetica elettronica: tale effetto viene rilevato dallo sdoppiamento delle linee spettrali nell'analisi spettroscopica. Tuttavia, solo la teoria quantistica dei campi può calcolare correttamente il valore del rapporto giromagnetico per l'elettrone, circa pari a 2.

## Energia del momento magnetico
L'energia del momento magnetico in un campo magnetico è data da
{\displaystyle H_{magn}=-\mathbf {\mu } \cdot \mathbf {B} ,}
dove μ è il momento magnetico della particella e B il campo magnetico.
Un elettrone in movimento in un campo elettrico risente, nel sistema di riferimento solidale con esso, di un campo magnetico dato da
{\displaystyle \mathbf {B} =-{\mathbf {v} \times \mathbf {E}  \over c^{2}},}
dove v è la velocità dell'elettrone e E il campo elettrico che attraversa. Essendo quest'ultimo un campo radiale, possiamo riscrivere
{\displaystyle \mathbf {E} =\left|{E \over r}\right|\mathbf {r} }
Essendo il momento dell'elettrone
{\displaystyle \mathbf {p} =m_{e}\mathbf {v} }
sostituendo nella precedente e cambiando l'ordine del prodotto si ottiene:
{\displaystyle \mathbf {B} ={\mathbf {r} \times \mathbf {p}  \over m_{e}c^{2}}\left|{E \over r}\right|.}
Essendo, poi,
{\displaystyle \mathbf {E} =-\mathbf {\nabla } V}
nell'approssimazione di campo centrale si può scrivere:
{\displaystyle \left|E\right|=\left|{\partial V \over \partial r}\right|={1 \over e}{\partial U(r) \over \partial r},}
dove {\displaystyle U=Ve} è l'energia potenziale dell'elettrone in tale campo.

Sapendo che il momento angolare è
{\displaystyle \mathbf {L} =\mathbf {r} \times \mathbf {p} }
si ottiene in definitiva
{\displaystyle \mathbf {B} ={1 \over m_{e}ec^{2}}{1 \over r}{\partial U(r) \over \partial r}\mathbf {L} .}
Si noti che B è un numero positivo moltiplicato per L, ovvero il campo magnetico è parallelo al momento angolare orbitale.

### Momento magnetico
Il momento magnetico dell'elettrone è
{\displaystyle \mathbf {\mu } =-{\frac {g_{s}\mu _{B}\mathbf {S} }{\hbar }},}
dove {\displaystyle \mathbf {S} } è lo spin, {\displaystyle \mu _{B}} il magnetone di Bohr e {\displaystyle g_{s}\approx 2} la costante g. Dalla definizione di {\displaystyle \mathbf {\mu } } risulta che il momento magnetico è antiparallelo rispetto allo spin.
L'energia di interazione è poi
{\displaystyle H_{magn}=-\mathbf {\mu } \cdot \mathbf {B} }
Sostituendo nella precedente espressione:
{\displaystyle -\mathbf {\mu } \cdot \mathbf {B} ={2\mu _{B} \over \hbar m_{e}ec^{2}}{1 \over r}{\partial U(r) \over \partial r}(\mathbf {L} \cdot \mathbf {S} )}

## Spostamento dei livelli energetici
Grazie alle approssimazioni precedenti è possibile valutare lo spostamento dei livelli energetici; in particolare si trova una base di autostati che diagonalizza sia H0, l'Hamiltoniana non perturbata, che ΔH. Per trovare tale base è necessario definire l'operatore momento angolare totale
{\displaystyle \mathbf {J} =\mathbf {L} +\mathbf {S} .}
che moltiplicato scalarmente per se stesso fornisce:
{\displaystyle J^{2}=L^{2}+S^{2}+2\mathbf {L} \cdot \mathbf {S} }
dal momento che L e S commutano, e quindi
{\displaystyle \mathbf {L} \cdot \mathbf {S} ={1 \over 2}(\mathbf {J} ^{2}-\mathbf {L} ^{2}-\mathbf {S} ^{2})}
si dimostra che i cinque operatori H0, J², L², S², e Jz commutano fra loro e con ΔH, e quindi hanno una base comune di autostati nella quale sono diagonali, che è la base cercata. Gli elementi di tale base hanno cinque numeri quantici: il numero quantico principale n, il numero quantico del momento angolare totale j, il numero quantico azimutale l, il numero quantico di spin s ed il numero quantico magnetico jz, componente del momento angolare orbitale lungo l'asse z.
Per valutare i livelli energetici per le funzioni d'onda idrogenoidi si nota che
{\displaystyle \left\langle {1 \over r^{3}}\right\rangle ={\frac {2}{a^{3}n^{3}l(l+1)(2l+1)}}}
dove
{\displaystyle a={\frac {\hbar }{Z\alpha m_{e}c}}}
è il raggio di Bohr diviso per la carica nucleare, e
{\displaystyle \left\langle \mathbf {L} \cdot \mathbf {S} \right\rangle ={1 \over 2}(\langle \mathbf {J} ^{2}\rangle -\langle \mathbf {L} ^{2}\rangle -\langle \mathbf {S} ^{2}\rangle )={\hbar ^{2} \over 2}(j(j+1)-l(l+1)-s(s+1))}
In conclusione si ottiene
{\displaystyle \Delta E={\beta  \over 2}(j(j+1)-l(l+1)-s(s+1))}
dove
{\displaystyle \beta ={-\mu _{B} \over m_{e}ec^{2}}\left\langle {1 \over r}{\partial U(r) \over \partial r}\right\rangle }
Per l'atomo di idrogeno il risultato esplicito è:
{\displaystyle \beta (n,l)={\mu _{0} \over 4\pi }g_{s}\mu _{B}^{2}{1 \over n^{3}a_{0}^{3}l(l+1/2)(l+1)}}
Per un atomo con numero atomico Z ed una singola ionizzazione:
{\displaystyle \beta (n,l)=Z^{4}{\mu _{0} \over 4\pi }g_{s}\mu _{B}^{2}{1 \over n^{3}a_{0}^{3}l(l+1/2)(l+1)}}

## Accoppiamento spin-orbita
L'accoppiamento spin-orbita descrive la debole interazione tra il momento angolare orbitale totale e lo spin totale degli elettroni di un atomo: a seconda che l'atomo considerato sia leggero (numero atomico Z inferiore a 10) o pesante (maggiore di 10) l'accoppiamento tra diversi momenti angolari all'interno dell'atomo può manifestarsi in due modi diversi, rispettivamente attraverso l'accoppiamento di Russell-Saunders e l'accoppiamento jj.

### Accoppiamento di Russell-Saunders
L'accoppiamento di Russell-Saunders è uno schema di accoppiamento spin-orbita che descrive l'interazione tra il momento angolare orbitale totale e lo spin totale basato sul modello vettoriale dell'atomo. Esso prevede che l'accoppiamento nel caso vi siano atomi leggeri sia efficace solo quando i momenti orbitali agiscono cooperativamente: i momenti di spin si interagiscono fra di loro formando un momento angolare di spin totale S; la stessa cosa avviene per i momenti angolari orbitali che si sommano ottenendo il momento angolare orbitale totale L. L'interazione tra L e S, anche detta accoppiamento LS, è formalmente definita dal momento angolare totale J dato da:
{\displaystyle \mathbf {J} =\mathbf {L} +\mathbf {S} =\sum _{i}\mathbf {l} _{i}+\sum _{i}\mathbf {s} _{i}}
Questa approssimazione è valida finché il campo magnetico è debole; nel caso contrario i due momenti si disaccoppiano dando luogo alla separazione dei livelli energetici: tale fenomeno è noto come effetto Paschen-Back.

### Accoppiamento jj
L'accoppiamento jj è uno schema di accoppiamento spin-orbita valido quando si considerano atomi pesanti: in tali atomi l'interazione spin-orbita diventa tanto grande quanto l'interazione spin-spin o tra momenti angolari orbitali, ed ogni momento angolare orbitale tende ad accoppiarsi con ogni proprio spin individuale, originando un momento angolare totale dato da
{\displaystyle \mathbf {J} =\sum _{i}\mathbf {j} _{i}=\sum _{i}(\mathbf {l} _{i}+\mathbf {s} _{i})}
da cui il nome accoppiamento jj.